# Türspion

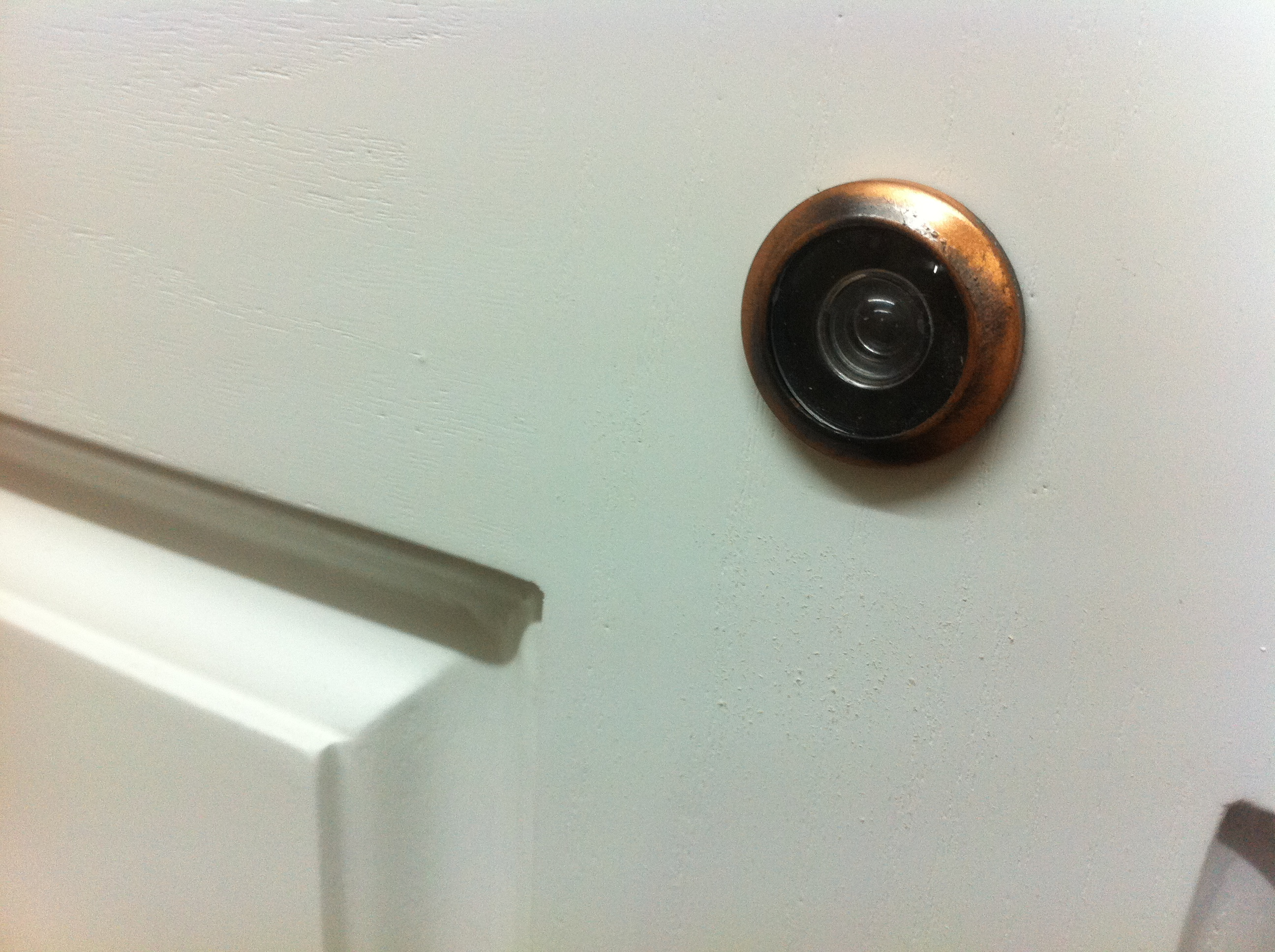
Moderner Türspion mit Linse

Ein Türspion ist eine Vorrichtung in einer Tür, die es erlaubt, jemanden vor der Tür zu erkennen, ohne diese öffnen zu müssen.
Der Türspion erhöht als so genannter Anwesenheitsschutz die Sicherheit von Wohnungen, weil anwesende Bewohner nach Identifizierung eines Besuchers durch den Spion eine bessere Entscheidungsgrundlage haben, ob sie die Tür auch öffnen wollen.
Im einfachsten Fall handelt es sich beim Türspion um ein in Augenhöhe angebrachtes Loch, das bei alten Türen oft mit einer Klappe zum Schließen versehen ist. Bessere Türspione besitzen eine spezielle Weitwinkellinse, die zum einen den Erfassungswinkel auf bis zu 200 Grad vergrößert und zum anderen das Hineinsehen von außen nach innen erschwert.
Türspione finden vor allem in Mehrfamilienhäusern weite Verbreitung, so dass heute beinahe jede Wohnung damit ausgestattet ist. Alternativen zum Türspion sind Türketten oder Sperrbügel. Um Besucher bereits vor der Außentür eines Hauses identifizieren zu können, werden außerdem Gegensprechanlagen und zunehmend auch Systeme zur Videoüberwachung eingesetzt.
Außer zur Absicherung von Wohnräumen werden Türspione auch verwendet:
- in Zellentüren der Justizvollzugsanstalten, damit das Wachpersonal Gefangene sehen kann, ohne die Zellentür zu öffnen
- in sicherheitsrelevanten Bereichen, etwa bei Zugängen zu Tresoren einer Bank, im Geldtransportwesen oder bei der Polizei

Türspione können ein Sicherheitsrisiko darstellen, wenn sie von außen abschraubbar sind. Mithilfe eines Öffnungswerkzeugs lässt sich durch das Loch die Türklinke betätigen. Außerdem lässt sich mit Hilfe optischer Vorrichtungen von außen durch die Linse spähen.

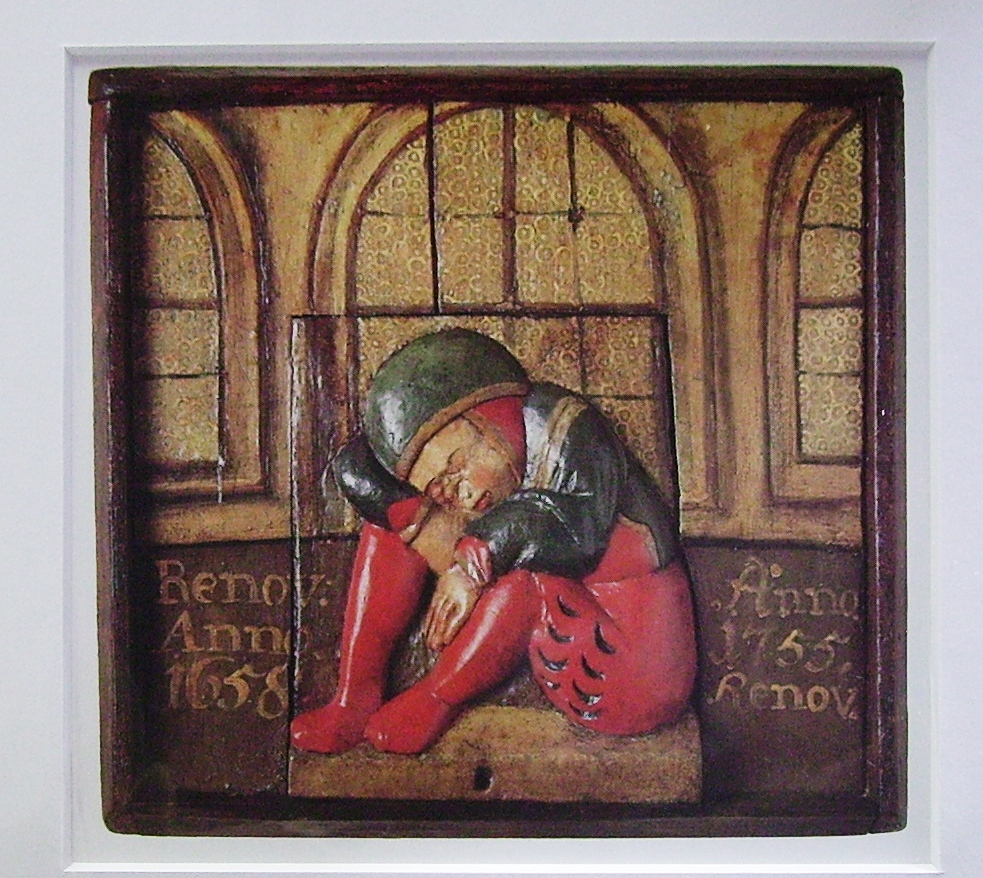
Türklappe mit schlafendem Ratsherrn (16. Jahrhundert); historisches Museum Dinkelsbühl
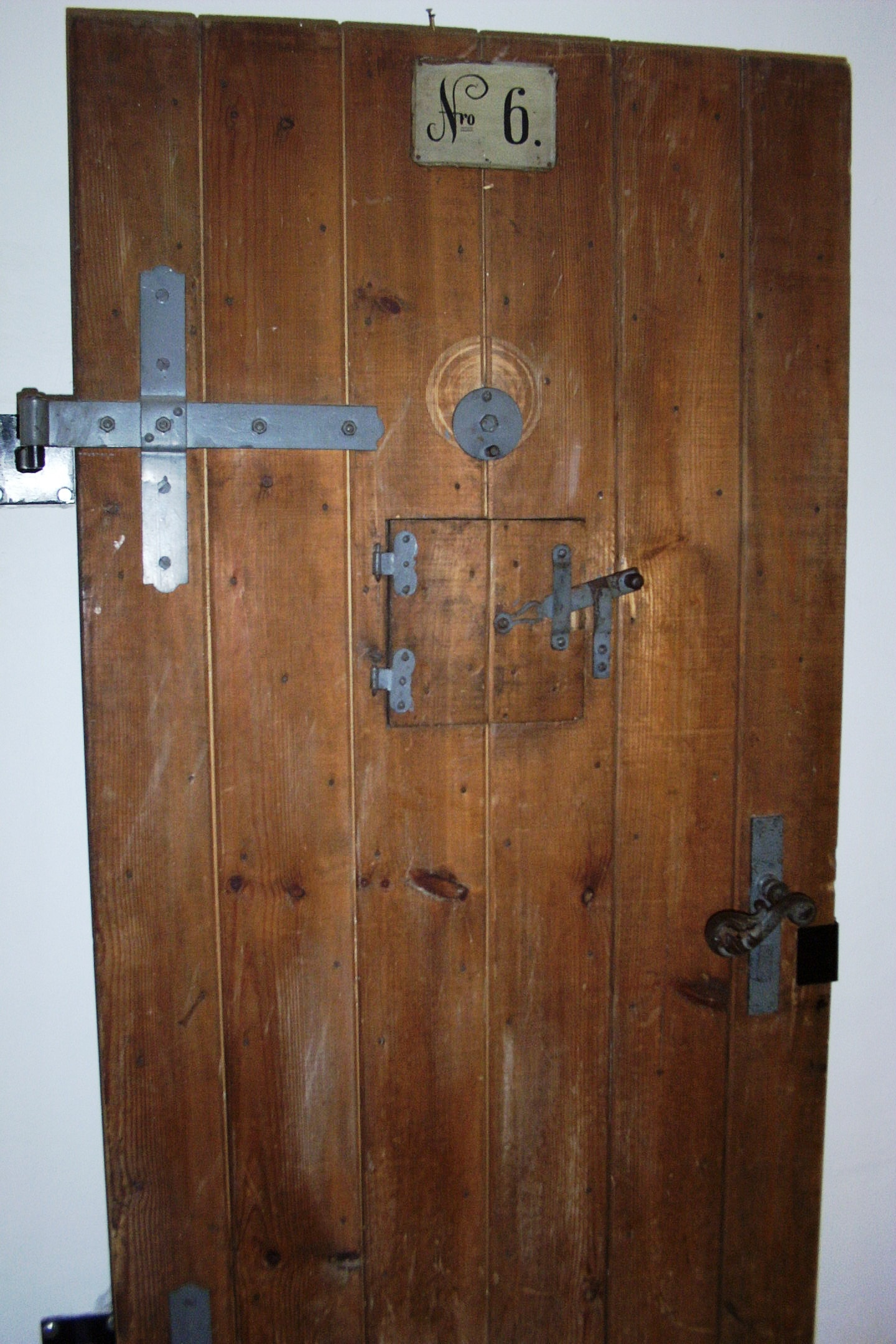
Historische Kerkertür mit Essensklappe und Türspion (Österreich)
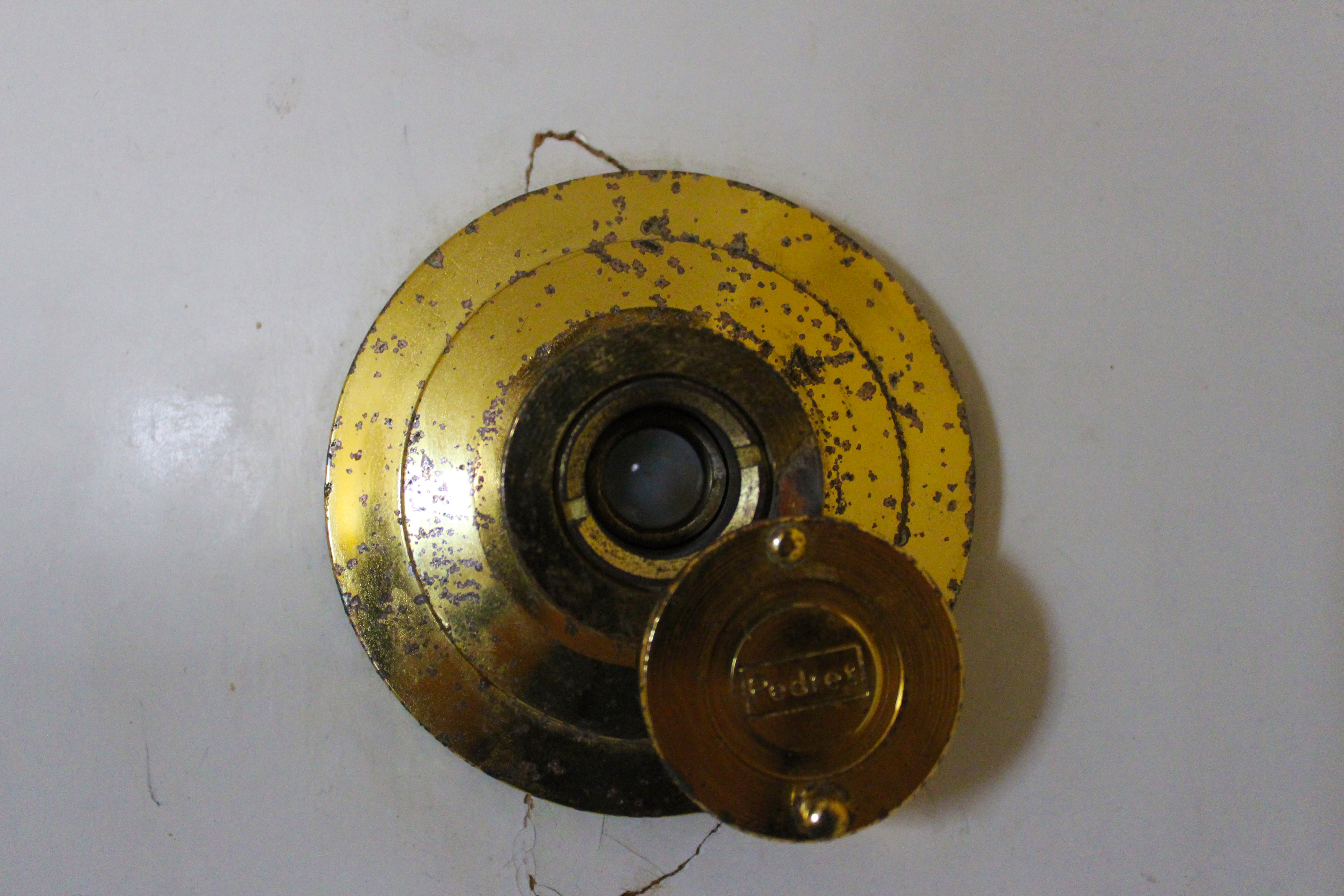
Alter Türspion
- Blick durch einen Türspion